# Tre Rifugi Val Pellice
La Tre Rifugi della Val Pellice è una gara di trail running, che si svolge a cadenza annuale lungo strade bianche e sentieri dell'alta Val Pellice. Istituita nel 1972, da allora si è sempre disputata, salvo che per l'interruzione dovuta a problemi organizzativi dal 1996 al 2000.

## Storia
Nata per iniziativa del CAI Uget sezione Val Pellice, il quale desiderava realizzare una manifestazione di corsa in montagna, allora meglio conosciuta come “marcia alpina” che, uno dopo l'altro, toccasse i rifugi di proprietà della sezione, vide la sua 1ª edizione il 20 agosto del 1972 con la denominazione ufficiale di Trofeo Tre Rifugi; ai nastri di partenza si presentarono 44 coppie concorrenti delle quali otto militari italiane, quattro della gendarmeria e dell'esercito francese ed una della società Edelweiss di Briançon.
Vincitrice della neonata competizione, su un circuito di 30 chilometri collegante il Rifugio Jervis con i Rifugi Barbara e Monte Granero, fu la coppia valdostana Marco Treves – Marco Morello, con il tempo finale di 2h 14' 54'’.
La mancanza di un riscontro preciso sull'effettiva estensione del tracciato, fece sì che nel 1987 si effettuasse la prima misurazione ufficiale con la ruota anteriore di una bicicletta munita di un contachilometri meccanico; risultò che i supposti 30 chilometri in realtà erano 23,7. Questa divenne la distanza ufficiale fino al 2007, quando fu rimisurata con la rotella metrica, la quale determinò una lunghezza di 21,8 km per un dislivello di 1650 m in salita ed altrettanti in discesa.
Se le prime edizioni videro un numero ridotto di partecipanti, il progressivo diffondersi della corsa in montagna negli interessi sportivi delle persone ha provocato l'aumento dei concorrenti iscritti, tanto da richiedere dal 1980 anche l'ingresso della partecipazione femminile nella corsa. Cosa fino allora considerata, a detta degli organizzatori, impossibile data la durezza del tracciato!
Fonti ufficiali dichiarano che all'edizione del 1979 in cui presero parte 111 coppie, seguì quella del 1980 con 117. Tuttavia fu l'edizione del 1981 a far registrare la cifra record mai pervenuta prima di 162 coppie d'atleti iscritte, di cui 153 giunte al traguardo.
Col passare delle edizioni, una sempre più nutrita schiera di concorrenti desiderosi di cimentarsi singolarmente con il tracciato di gara, convinse il direttivo a modificare il Trofeo in corsa a carattere individuale; tale soluzione, fu proposta dal 1989 al 1995 (e in tempi più recenti nel 2006). Primo atleta a far iscrivere il proprio nome nell'albo d'oro della gara con rinnovata formula, fu il pluricampione d'Ultra Trail Marco Olmo, capace di vincere l'edizione dell'89 all'età di 41 anni.
Ancora meglio riuscì a fare il valligiano Renato Jallà, che ormai quarantottenne si aggiudicò l'edizione del 1992.
In quella parentesi si registrò anche il record assoluto di percorrenza del circuito, fissato nel 1991 in 2h 2' 14'’ da Claudio Galeazzi, a quei tempi campione italiano di corsa in montagna nella specialità gran fondo e porta colori del gruppo sportivo Corpo Forestale dello Stato.
Dopo l'interruzione avvenuta tra il 1997 e l'anno 2000 per problemi di carattere operativo da parte di enti ed amministrazioni locali, la competizione ha ripreso a svolgersi regolarmente con cadenza annuale.
A partire dal 2009, grazie all'intento di soddisfare le esigenze degli atleti appassionati delle medie e lunghe distanze, il Comitato Organizzatore ha proposto un nuovo tracciato di gara. Questa nuova formula agonistica, inizialmente denominata Tre Rifugi Transfrontaliera, ha visto per tre edizioni consecutive lo sconfinamento della manifestazione nel vicino Queyras, in territorio francese, prima di tramutarsi in Tre Rifugi Val Pellice Trail  e tornare a svolgersi nuovamente al di qua del conﬁne.

## Il percorso
Esistono due itinerari diversi; entrambi partono ed arrivano nel comune di Bobbio Pellice:
- Percorso Trail degli Alpeggi: 32 km e 2200 m di dislivello positivo, da percorrere in un tempo massimo di 8 ore.
- Percorso Tre Rifugi Val Pellice Trail: 54 km e 4100 m di dislivello positivo, da percorrere in un tempo massimo di 12 ore.

La partenza avviene dai 732 m s.l.m. della piazza del municipio di Bobbio Pellice. Dopo un tratto in comune, in località ponte Biava i percorsi si dividono; il trail dei Tre Rifugi si innesta sulla salita al colle Barant 2.373 m s.l.m.. 

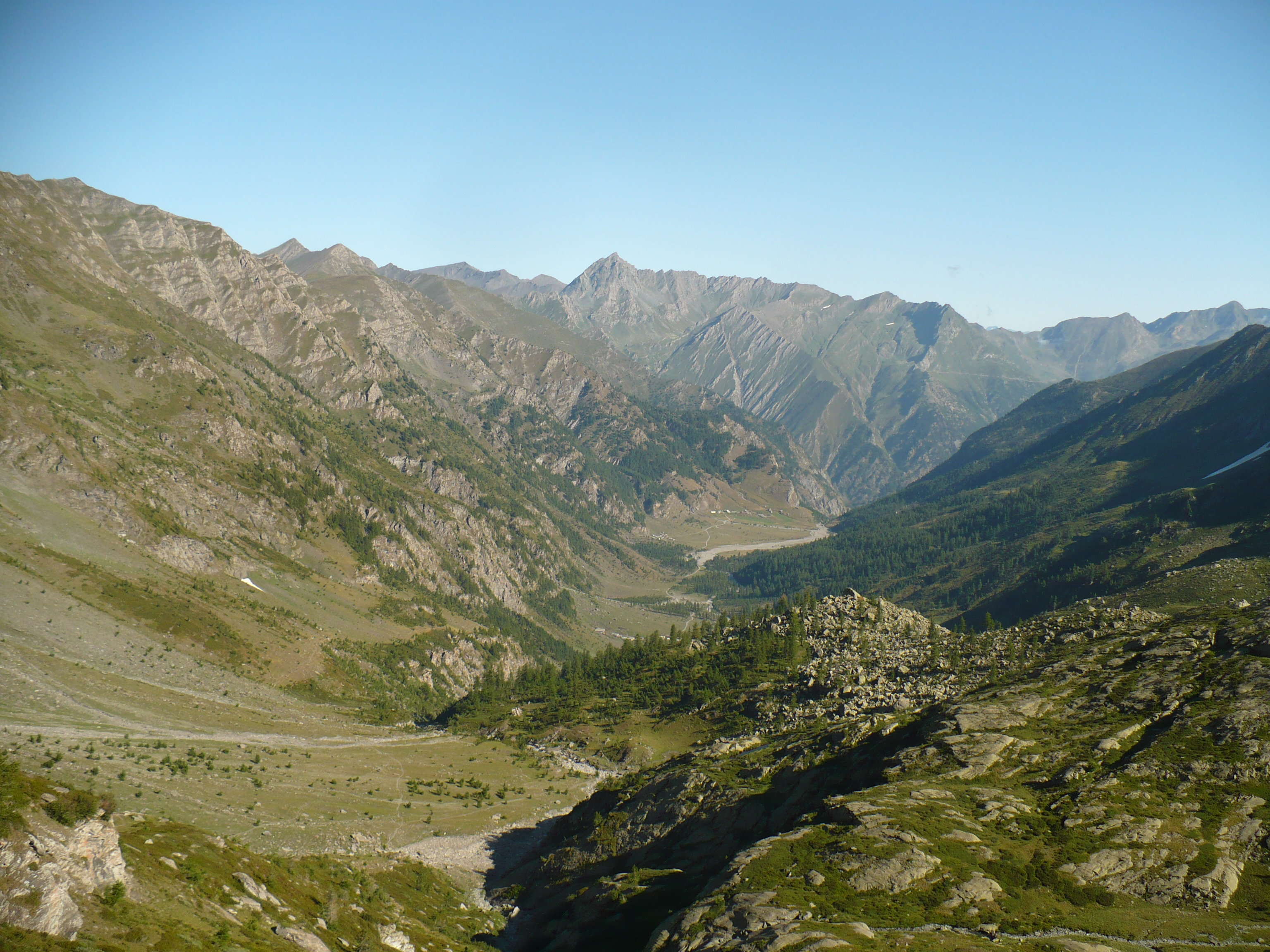
Lo splendido panorama sulla Conca del Pra

 I successivi 5 chilometri di discesa proiettano la corsa nel vallone del Pis della Rossa, fino ai 1753 m s.l.m. del Rifugio Barbara Lowrie. Da qui il sentiero si inerpica lungo l'impegnativa ascesa che conduce alla base del Monte Manzol, nel punto più ripido, con l'infinita serpentina che porta a scavalcare i 2701 m s.l.m. di quota dell'omonimo colle. La seconda ed ultima discesa, caratterizzata da un primo tratto tecnico in pietraia, conduce al Rifugio Granero, a 2377 m s.l.m.
Superato quest'ultimo, si imbocca il sentiero che percorre il ripido filo della cresta morenica, chiamata localmente schina d'asu (schiena d'asino), sino al Pian Sineive.
Da qui, scendendo lungo praterie e larici, si giunge nella Conca del Pra, un pianoro d'origine glaciale, che con i suoi oltre 3 chilometri di sviluppo, porta a raggiungere i 1732 m s.l.m. del Rifugio Jervis; punto d'incontro con il percorso del "trail degli alpeggi" il quale, dopo essersi diviso in loc. ponte Biava, prosegue lungo lo sviluppo naturale della valle raggiungendo prima la borgata Villanova, sede di partenza delle ultime tre edizioni, proseguendo poi verso la conca del Pra ed il rif. Jervis attraverso il sentiero alternativo sulla destra orografica della valle.
Al Jervis le gare convergono in un unico percorso sino all'arrivo; la salita a Le Barricate (2.082 m) anticipa il sentiero per L'alpe Crosenna (1.654 m), che con lunghi saliscendi corribili conduce alle omonime bergerie. Superata la dura salita del Col Cuntent (2.108 m), si giunge all'Alpe Bancet (2.249 m) per poi percorrere la sterrata che, con un tratto corribile, porta alla colletta delle Faure (2.110 m). Una breve discesa permette di congiungersi alla sterrata verso sinistra che risale con un lungo traverso verso l'Alpe Giulian.
Nei pressi delle bergerie, si imbocca a destra una lunghissima discesa che con i suoi 1.400 metri di dislivello negativo, conduce con alcuni saliscendi e spettacolari traversi fino al punto di partenza.

## Albo d'oro Trofeo Tre Rifugi
| Anno | Concorrente                              | Società            | Tempo    |
| ---- | ---------------------------------------- | ------------------ | -------- |
| 1972 | Marco Treves - Marco Morello             | Us Tavagnasco      | 2h14'54" |
| 1973 | Marco Treves – Marco Morello             | Us Tavagnasco      | 2h16'40" |
| 1974 | Marco Treves – Marco Morello             | Us Tavagnasco      | 2h17'03" |
| 1975 | Marco Treves – Marco Morello             | Us Tavagnasco      | 2h15'25" |
| 1976 | Erminio Nicco – Silvio Calandri          | Libertas Challant  | 2h05'44" |
| 1977 | Erminio Nicco – Silvio Calandri          | Libertas Challant  | 2h06'53" |
| 1978 | Carlo Degiovanni – Domenico Bruno Franco | Atletica Cavour    | 2h29'03" |
| 1979 | Edo Ruffino – Elio Ruffino               | Us Coazze          | 2h06'07" |
| 1980 | Edo Ruffino – Elio Ruffino               | Us Coazze          | 2h18'18" |
| 1981 | Bruno Poet – Felice Oria                 | GASM Torre Pellice | 2h12'29" |
| 1982 | Edo Ruffino – Elio Ruffino               | Us Coazze          | 2h10'45" |
| 1983 | Elio Ruffino – Giuseppe Genotti          | Us Coazze          | 2h09'08" |
| 1984 | Marco Sclarandis – Gabriele Barra        | SD Baudenasca      | 2h13'17" |
| 1985 | Marco Sclarandis – Bruno Poet            | SD Baudenasca      | 2h10'06" |
| 1986 | Gabriele Barra – Mauro Paschetto         | SD Baudenasca      | 2h08'26" |

| Anno | Concorrente                      | Società              | Tempo    |
| ---- | -------------------------------- | -------------------- | -------- |
| 1987 | Gabriele Barra – Mauro Paschetto | SD Baudenasca        | 2h09'32" |
| 1988 | Gabriele Barra – Livio Barus     | SD Baudenasca        | 2h14'44" |
| 1989 | Marco Olmo                       | C.M.A.Val Susa       | 2h08'23" |
| 1990 | Elio Ruffino                     | Val Sangone          | 2h12'02" |
| 1991 | Claudio Galeazzi                 | GsForestale          | 2h02'14" |
| 1992 | Renato Jallà                     | GASM Torre Pellice   | 2h10'43" |
| 1993 | Livio Barus                      | GS Baudenasca        | 2h05'07" |
| 1994 | Livio Barus                      | GS Baudenasca        | 2h11'36" |
| 1995 | Paolo Bessone                    | Giò 22 Rivera        | 2h08'40" |
| 1996 | Claudio Garnier – Mauro Bonnet   | GASM Torre Pellice   | 2h10'39" |
| 2001 | Ivan Garnier - Franco Aglì       | Sport Club Angrogna  | 2h13'25" |
| 2002 | Massimo Lasina – Paolo Bert      | Atletica Val Pellice | 1h50'47" |
| 2003 | Massimo Lasina – Paolo Bert      | Atletica Val Pellice | 2h13'21" |
| 2004 | Massimo Lasina – Paolo Bert      | Atletica Val Pellice | 2h13'14" |
| 2005 | Davide Bonansea – Paolo Bert     | Società diverse      | 1h48'17" |
| 2006 | Paolo Bert                       | Atletica Val Pellice | 2h07'05" |
| 2007 | Davide Bonansea – Paolo Bert     | Società diverse      | 2h15'53" |
| 2008 | Davide Bonansea – Paolo Bert     | Pod.Valle Infernotto | 2h19'03" |

- 2002, 2005 edizioni disputate sul percorso di emergenza
- dal 1977 al 1981 e nel 2007 la gara è partita dal Rif. Barbara

## Albo d'oro Tre Rifugi Transfrontaliera
| Anno | Concorrente     | Società              | Tempo    |
| ---- | --------------- | -------------------- | -------- |
| 2009 | Paolo Bert      | Pod.Valle Infernotto | 5h30'30" |
| 2010 | Paolo Bert      | Nuovi Traguardi      | 5h26'03" |
| 2011 | Claudio Garnier | Gasm                 | 5h22'26" |

| Anno | Concorrente       | Società              | Tempo    |
| ---- | ----------------- | -------------------- | -------- |
| 2009 | Fabio Bonetto     | Atletica Val Pellice | 2h28'41" |
| 2010 | Fabio Bonetto     | Atletica Val Pellice | 2h30'27" |
| 2011 | Maurizio Fenoglio | Pod.Valle Infernotto | 2h34'18" |

## Albo d'oro Tre Rifugi Trail
| Anno | Concorrente | Società              | Tempo    |
| ---- | ----------- | -------------------- | -------- |
| 2012 | Paolo Bert  | Pod.Valle Infernotto | 6h01'10" |
| 2013 | Paolo Bert  | Pod.Valle Infernotto | 6h11'09" |
| 2014 | Paolo Bert  | Pod.Valle Infernotto | 6h09'51" |

| Anno | Concorrente       | Società              | Tempo    |
| ---- | ----------------- | -------------------- | -------- |
| 2012 | Maurizio Fenoglio | Pod.Valle Infernotto | 3h28'04" |
| 2013 | Danilo Lantermino | Team Lafuma          | 3h33'32" |
| 2014 | Maxim Ioan        | Pod. Valle Varaita   | 3h37'37" |